# クルシノの戦い
座標: 北緯55度39分27秒 東経34度55分48秒 / 北緯55.65750度 東経34.93000度
クルシノの戦い (ロシア語: Битва при Клушине)またはクウシンの戦い、クウシノの戦い（ポーランド語: Bitwa pod Kłuszynem）は、ロシア・ポーランド戦争中の1610年7月4日、ポーランド王冠領（ポーランド・リトアニア共和国の一部）軍と、ロシア・ツァーリ国・スウェーデン連合軍が、スモレンスク近郊のクルシノ村付近で衝突した戦闘。ポーランド軍は数では圧倒的に劣勢であったにもかかわらず、ヘトマンのスタニスワフ・ジュウキェフスキの優れた采配や精鋭重騎兵フサリアの活躍により、ロシア軍に完勝した。

## 背景
1610年、ポーランドの侵攻を受けたロシアはスウェーデンと同盟を結んで反撃に出た（デ・ラ・ガーディエ戦役）。ヴァシーリー4世の弟ドミトリー・シュイスキー率いるロシア軍は、いくつかの小部隊に分かれて包囲下のスモレンスク救援に向かった。しかしこの動きを、ポーランド軍は早期に掴んでいた。
スタニスワフ・ジュウキェフスキ率いる1万2000人のポーランド軍は、グリゴリー・ヴァルイェフ率いる8000人のロシア軍を捕捉し、6月24日の夜明けに攻撃する計画を立てた。これに対しヴァルイェフは、打撃を受ける前にツァレヴォ＝ザイミシェに陣地を築き、防備を固めることに成功した。彼らの部隊はポーランド軍に包囲されたものの、この時シュイスキー率いるロシア本軍3万5000が、わずか1日の距離を進軍していた。しかしロシア軍は自身が数で敵を圧倒していることを知らず、ポーランド軍の規模を過大評価していた。またヴァルイェフ軍は、ポーランド軍と遭遇したという情報をシュイスキーに伝えることが出来なかった。一方ジュウキェフスキは、配下のフサリアの力を頼みにして、攻勢に出た。7月3日、彼はヴァルイェフ軍包囲を続けるため一部の軍勢を残し、自らは機動力のある騎兵部隊のみを率いてシュイスキーのロシア本軍との対決に向かった。ジュウキェフスキの作戦は当たった。ヴァルイェフ軍は敵の大部分が包囲を離れたことに気づかず、またシュイスキーもポーランド軍の動きを掴めていなかったため、大規模な衝突が目前に迫っていることも予想していなかった。

## 両軍の兵力
スタニスワフ・ジュウキェフスキのもとでクルシノの戦いに参加したポーランド軍は6500人から6800 人で、うち5500人もしくは8割は、ポーランドのフサリア、いわゆる有翼重騎兵であった。対するドミトリー・シュイスキー、アンドレイ・ガリツィネ、ダニーロ・メゼツキー率いるロシア軍は約3万人、これに加えてヤコブ・デ・ラ・ガーディエ率いる傭兵約5000人がロシア側についていた。この傭兵隊には、フランドル、フランス、ドイツ、スペイン、イングランド、スコットランドとヨーロッパ各地の戦士が集っていた。なお、陣営に残っていたり遅参したりして先頭に参加しなかったものを含めると、ポーランド軍は総勢1万2300人、ロシア軍は4万8000人であった。カノン砲の数を見ると、ポーランド軍の2門（文献によっては4門）に対し、ロシア軍は11門を有していた。

## 戦闘

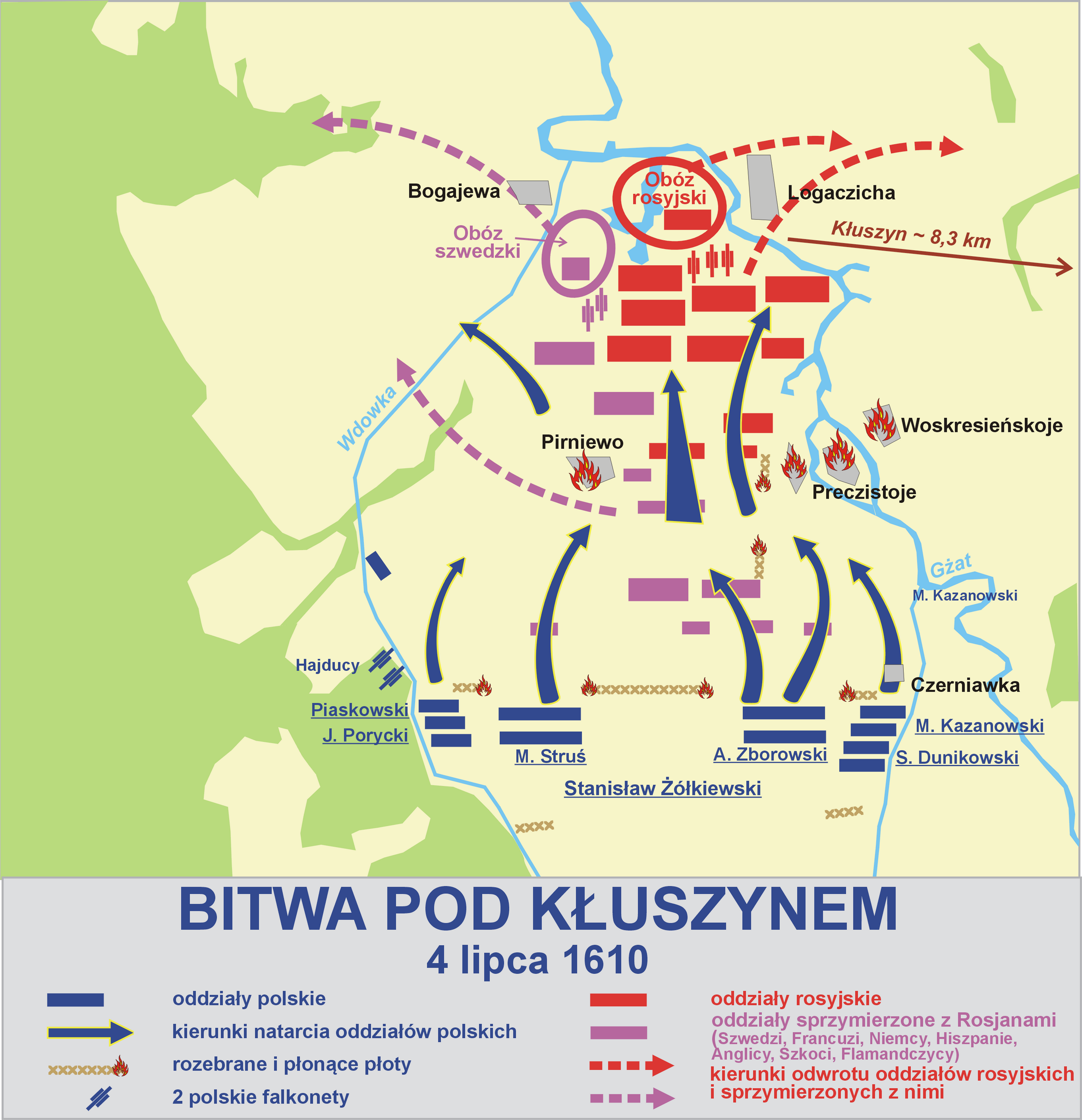
クルシノの戦いの戦況推移

開戦時のポーランドの動きについては、相反する2つの説が提示されている。レシェク・ポトホロデツキによると、ポーランド軍は決戦が近いことを承知していた。しかし、闇夜の中で両軍の部隊が遭遇する事態が相次いだことを受けて、ジュウキェフスキは直ちに攻撃に移らず、部隊を再編成する時間をとることにした。これは同時に、ロシア軍にも準備の時間を与えることになる決断だった。一方ミロスラフ・ナギェルスキは、ジュウキェフスキはロシア軍が寝静まっている時を逃さないために直ちに攻撃に移ることを選んだとしている。
ロシア軍は、右翼（北西）に外国傭兵隊が、中央・左翼（南東）にロシア本軍が陣取っていた。パイク、マスケット銃、アーキバスなどを装備した最前線の歩兵は村のフェンスを防柵とし、第二陣の騎兵部隊は歩兵の後やフェンスが少ない左翼に配置された。大砲は後方の陣営に置かれたままで、クルシノの戦いでは使われなかった。
ポーランド軍は大部分が重騎兵フサリアで、そのほか400人ほどのコサック歩兵が左翼にいた。戦闘の途中から、200人の歩兵と2門の大砲が到着して戦闘に参加している。
戦場は平坦な農地で、元から背の高い杭柵が横切っていた。ロシア軍はこれを対フサリア防壁として強化し、ポーランド軍が狭い柵の隙間からしか突撃できないようにした。
戦闘は夜明け前に始まった。ポーランド軍のフサリアは繰り返しロシア軍の戦列に突撃し、突破しようと試みた。その一人であったサムエル・マスキェヴィチは、その突撃は8回か10回にも及んだと後に述べている。フサリアは騎兵銃なども用いて柵に隠れたロシア歩兵を破ろうとしたが、うまくいかなかった。
シュイスキーはフサリアの疲労に乗じて反撃に出ようと試み、ライター騎兵隊に出撃を命じた。しかしこのロシア騎兵がカラコール戦術を用いてピストルを撃ち終わったのを見計らって、フサリアは彼らを追って白兵戦に持ち込み、大打撃を与えた。騎兵が潰走したことでロシア軍左翼は混乱に陥り、ついにポーランド軍に突き崩された。左翼はフサリアに蹂躙されながら、後方の陣営まで敗走せざるを得なかった。
次いでロシア軍中央も崩壊したが、右翼のロシア軍や傭兵部隊は数時間にわたって頑強に抵抗を続けた。しかしポーランド軍は、後方から歩兵や大砲が到着してさらに勢いを増し、最終的にロシア傭兵隊を追いやった。ただし、この傭兵隊は長いパイクで身を守りながら陣営へと撤退し、壊滅を免れた。傭兵部隊の陣営は、ロシア本軍のものとは別にあった。
ポーランド軍は、ロシア軍の2つの陣営と森に立て籠もった傭兵部隊を包囲した。しかし、この陣営は要塞化されているうえに無傷の部隊が控えており、疲弊したポーランド軍がこれを攻略するのは難しかった。
ここでジュウキェフスキは敵に交渉を打診した。ロシア本軍に見捨てられていた傭兵部隊は交渉に応じ、最終的に降伏した。彼らは今後ロシアに協力してポーランドと戦うことをしないことを条件に解放された。またこの時、数百人の傭兵がポーランド側に寝返った。

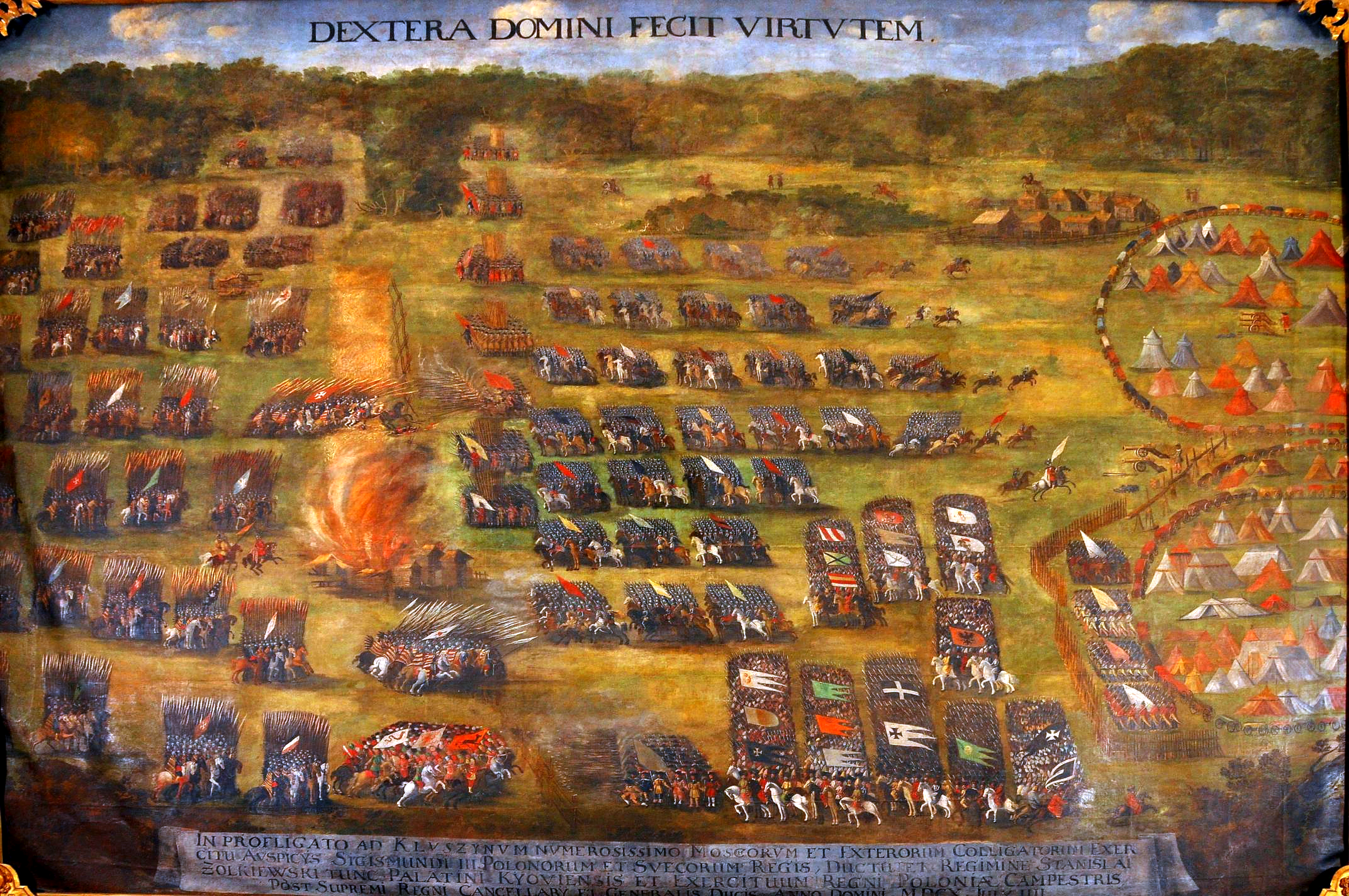
クルシノの戦い

## 結果
シュイスキーが、配下の将軍たちの反対を押し切って、今後ポーランドに敵対する行動を取らないという意思を示したため、ポーランド軍はロシア本軍の撤退を認めた。ポトホロデツキによれば、ポーランド側としても、戦闘の疲れや、兵がロシア軍営での戦利品獲得に熱中しているのもあって、あえてロシア軍の撤退を止めようとはしなかった。一方でナギェルスキは、ポーランド軍が撤退するロシア軍を追撃してさらに数千人の損害を与えたと主張している。ポーランド軍が得た戦利品は、金銀革製品などの奢侈品や11門の大砲を含む武装、ロシア軍の軍旗など多岐にわたった。
全体として、戦闘はおよそ5時間にわたり続いた。ロシア軍の戦死者は5000人を数えたが、ポーランド軍は400人（うちフサリア100騎）ほどであった。戦闘が終わるとジュウキェフスキはツァレヴォ＝ザイミシェに戻り、ロシア軍部隊の包囲に復帰した。ヴァルイェフは援軍がクルシノで敗北したことを知ると、降伏を決断した。

## その後
戦後まもなく、ロシアのヴァシーリー4世は七ボヤールに退位させられ、ジュウキェフスキらは大きな抵抗を受けることなくモスクワ入城を果たした。七ボヤールは、ポーランドのジグムント3世の息子ヴワディスワフを新ツァーリとすると宣言した。
現代の歴史家たちは、クルシノの戦いについてポーランド軍の決定的勝利という評価を与えているが、同時代の文献が少なく、先頭の結果には不透明な部分が多い。一部の歴史家には、ポーランド王ジグムント3世自らが指揮していたスモレンスク包囲戦を重視し、ジュウキェフスキのクルシノでの勝利に重きを置かない者もいる。
ワルシャワの無名戦士の墓には、"KLUSZYN – MOSKWA 2 VII – 28 VIII 1610"という銘文が刻まれている。